# Ubicuitate
Ubicuitatea (Cf. franceză ubiquité, latină ubiquitas < latină ubique – peste tot) sau omniprezența este calitatea de a fi prezent pretutindeni (sau în mai multe locuri) în același timp.

## În teologie
În creștinism, ubicuitatea este un atribut al lui Dumnezeu. În acest sens, ubicuitarismul este o doctrină elaborată de Martin Luther și susținută de mulți dintre urmașii săi, potrivit căreia Hristos, în natura Sa umană, este prezent pretutindeni. Luteranii fac apel la doctrina ubicuității lui Hristos pentru a susține credința că Hristos este prezent fizic în elementele euharistice (prezența reală), spre deosebire de gânditorii reformați (ex.: Huldrych Zwingli) care susțin că Iisus cel fizic este localizat la dreapta Tatălui în cer și, prin urmare, nu poate fi prezent în pâine și vin.

## În drept
În dreptul penal, ubicuitatea este un criteriu de apreciere a locului săvârșirii infracțiunii. Infracțiunea se consideră săvârșită pretutindeni unde s-a săvârșit fie și numai un act de executare ori s-a produs rezultatul infracțiunii. Potrivit teoriei ubicuității, legea penală română se aplică tuturor infracțiunilor săvârșite pe teritoriul României.

## În tehnologie
În secolul XXI internetul este prezent în același timp pe suprafața Terrei prin antene, rețelele de cablu sau sateliți. Poate fi accesat de pe calculatoare, telefoane mobile, tablete sau servere, când aceste dispozitive au acces la internet, unele din ele folosind o cartelă SIM iar în cazul calculatoarelor accesul se face prin cablu sau wi-fi adăugând contul de la rețea: user/password. Internetul este energie informatică răspândită în parte datorită tehnologiei 5G dezvoltată de Elon Musk prin sateliți Starlink. 

## Vezi și
- Ubik de Philip K. Dick